# Upponyi 1. sz. kőfülke
Az Upponyi 1. sz. kőfülke Magyarország fokozottan védett barlangjai közül az egyik. A Bükk-vidékhez tartozó Upponyi-hegység egyetlen fokozottan védett barlangja. Őslénytani jelentőségű barlang.

## Leírás
A Bükki Nemzeti Parkban, az Upponyi-szoros északnyugati végén, a szoros északi oldalában, a Sima-kőnek nevezett sziklafalban nyílik. A bejáratát nehéz megtalálni a meredek hegyoldalon, mert a növények eltakarják. Karbon időszaki mészkőben keletkezett. Fokozottan védett területen nyílik és ezért a Bükki Nemzeti Park Igazgatóság engedélyével látogatható.
Az ásatáskor a középső pleisztocén kevésbé ismert szakaszának a gerinces és puhatestű faunája lett megtalálva. A 9–12. rétegének ősmaradványai a korai pleisztocén végére jellemzők. Egy oroszlánfélének, a Leo gombaszögensisnek, amely eltér a barlangi oroszlántól és az Ursus deningerinek, amely a barlangi medve őse a csontjai is előkerültek. A mikrofaunából gyökeres fogú pockok lettek meghatározva. Például a közönséges kószapocoknak az őse is, azaz a Mimomys savininek.
Ez a fauna nedves, mérsékelt erdőklímát mutat. Előkerültek a szibériai örvöslemming, a füttyentő nyúl és a szibériai ürge maradványai a barlangból. Az 1–5. rétegek idejét régen vitatja a nemzetközi szakirodalom. Semmilyen pleisztocén, hazai leletegyüttessel nem azonos a kronológiai helyzete. A holocén rétegeinek a nagy részét valószínűleg salgótarjáni kincskeresők hordták ki. Teljesen el lett távolítva a kitöltése. A több ezer darabból álló csontanyagnak, főleg az alsóbb rétegekben találtaknak körülbelül a fele a denevérmaradvány.
Előfordul irodalmában Uppony 1. sz. kőfülke (Kordos 1984), Upponyi I-es kőfülke (Jánossy 1977), Upponyi I. kőfülke (Hevesi 2002), Upponyi I. sz. kőfülke (Kordos 1984), Upponyi I.sz. kőfülke (Bertalan 1976), Upponyi barlang (Kadić 1942) és Upponyi-kőfülke (Schőnviszky 1964) neveken is.

## Kutatástörténet
Fényes Elek 1851-ben Uppony ismertetésénél azt írta, hogy a település határában barlang van. 1922–1923-ban a Salgótarjáni Kőszénbánya Rt. valószínűleg új szakaszok feltárása miatt kutatott itt, de erről nem áll rendelkezésre dokumentáció. 1949-ben Vértes László végzett próbaásatást benne. A munkák miatt egy nagy árok keletkezett, amely nehezítette a későbbi őslénytani vizsgálatot a kőfülkében. Az 1952-ben befejezett, Kadić Ottokár által írt kéziratban lehet olvasni egy Upponyi barlangról, amelyről Kadić Ottokár Fényes Elek könyve alapján írt. 1963-ban Jánossy Dénes őslények után kutatott és Vértes László szelvényéből mikrofaunát gyűjtött. A későbbi munkában a Szolnoki Iparitanuló Szakiskola honismereti szakkörének tagjai is részt vettek, akiket Mozsár András tanár vezetett.
Az ásatás alatt több mint három tonna anyagot mozgattak meg. A kitöltésben néhány bükki kultúrájú cseréptöredéket is találtak. Az 1976-ban befejezett és Bertalan Károly által írt kéziratban az olvasható, hogy az Upponyi I.sz. kőfülke a Bükk hegységben, Upponyon helyezkedik el. Upponytól K-re, az Uppony és Dédestapolcsány közötti völgy D-i sziklafalának K-i végén található. 6 m hosszú és turisztikai célra van használva. Kitöltéséből középső pleisztocén gerinces fauna került elő. A kézirat barlangra vonatkozó része 1 publikáció alapján lett írva. 1976-ban vált országos jelentőségű barlanggá az 5300-as (Bükk) barlangkataszteri területen lévő, upponyi Upponyi-I.sz. Kőfülke. Az 1976-ban összeállított országos jelentőségű barlangok listájában lévő barlangnevek pontosítása után, 1977. május 30-án összeállított országos jelentőségű barlangok listáján rajta van a Bükk hegységben, Upponyon található barlang Upponyi 1. sz. -kőfülke néven.
Az 1977. évi Karszt és Barlangban lévő, Jánossy Dénes által írt áttekintésben szó van arról, hogy az Upponyi-hegységben elhelyezkedő Upponyi I-es kőfülke és a Hór-völgyi-barlang voltak azok a barlangok, amelyek a középső pleisztocén legkevésbé ismert szakaszainak faunáit adták. A publikációban van egy Magyarország térkép, amelyen azoknak a Magyarországon lévő barlangoknak a földrajzi elhelyezkedése figyelhető meg, amelyek őslénytani leleteik miatt ismertek. A térképen látható az Északi-középhegység lelőhelyei közé sorolt Upponyi-kőfülke földrajzi elhelyezkedése. A folyóirat 1977. évi különszámába bekerült az áttekintés angol nyelvű változata. Ebben a tanulmányban is közölve lett a térkép, amelyen Uppony Rock Shelter a barlang neve.
Az 1980. évi Karszt és Barlang 1. félévi számában publikálva lett, hogy a kiemelt jelentőségű Upponyi 1. sz. kőfülke az 5300-as barlangkataszteri területen (Bükk hegység) helyezkedik el. A barlangnak 5320/1. a barlangkataszteri száma. Az MKBT Dokumentációs Bizottsága a helyszínen el fogja helyezni, a többi kiemelt jelentőségű barlanghoz hasonlóan, a barlang fémlapba ütött barlangkataszteri számát. A barlangkataszteri szám beütéséhez alapul szolgáló fémlap ugyanolyan lesz mint a többi kiemelt jelentőségű barlang fémlapja. 1982. július 1-től az Országos Környezet- és Természetvédelmi Hivatal elnökének 1/1982. (III. 15.) OKTH számú rendelkezése (1. §. és 3. §., illetve 5. sz. melléklet) értelmében a Bükk hegységben lévő Upponyi 1. sz. kőfülke fokozottan védett barlang. Fokozottan védett barlang őslénytani jelentősége miatt lett. Az 1982. szeptember–októberi MKBT Műsorfüzetben meg van említve, hogy a Bükk hegységben található Upponyi 1. sz. kőfülke fokozottan védett barlang. A felsorolásban a barlangnevek az MKBT által jóváhagyott és használt helyesírás szerint, javított formában lettek közölve.
Az 1984-ben megjelent, Magyarország barlangjai című könyvben van egy Magyarország térkép, amelyen azoknak a Magyarországon lévő barlangoknak a földrajzi elhelyezkedése figyelhető meg, amelyek őslénytani leleteik miatt legismertebbek. A térképen látható az Uppony 1. sz. kőfülke földrajzi elhelyezkedése. Az országos barlanglistában szerepel a Bükk hegységben lévő barlang Upponyi 1. sz. kőfülke néven. A listához kapcsolódóan látható az Aggteleki-karszt és a Bükk hegység barlangjainak földrajzi elhelyezkedését bemutató 1:500 000-es méretarányú térképen a barlang földrajzi elhelyezkedése. 1998-ban Szabó Zoltán készítette el alaprajz térképét. 2001. május 17-től a környezetvédelmi miniszter 13/2001. (V. 9.) KöM rendeletének értelmében a Bükk hegység területén lévő Upponyi 1. sz. kőfülke fokozottan védett barlang. Egyidejűleg a fokozottan védett barlangok körének megállapításáról szóló 1/1982. (III. 15.) OKTH rendelkezés hatályát veszti.
A 2005-ben napvilágot látott, Magyar hegyisport és turista enciklopédia című kiadványban önálló szócikke van a barlangnak. A szócikk szerint az Upponyi kőfülke az Upponyi-hegységben található és fokozottan védett természeti érték. Az Upponyi-szoros ÉNy-i végében, 266 m tengerszint feletti magasságban van a bejárata. A 7 m hosszú barlang karbon mészkőben keletkezett. Az őslénytani jelentőségű barlang kitöltéséből a Jánossy Dénes által vezetett 1964. évi ásatással a középső pleisztocén kevésbé ismert szakaszának gerinces és puhatestű faunája került elő.
2005. szeptember 1-től a környezetvédelmi és vízügyi miniszter 23/2005. (VIII. 31.) KvVM rendelete szerint a Bükk hegységben lévő Upponyi 1. sz. kőfülke fokozottan védett barlang. 2013. augusztus 12-től a belügyminiszter 43/2013. (VIII. 9.) BM rendelete szerint a Borsod-Abaúj-Zemplén megyei, upponyi, 5320-1 barlangkataszteri számú és 21281 lelőhely-azonosítójú Upponyi 1. sz. kőfülke régészeti szempontból jelentős barlangnak minősül. 2015. november 3-tól a földművelésügyi miniszter 66/2015. (X. 26.) FM rendelete szerint az Upponyi 1. sz. kőfülke (Bükk hegység) fokozottan védett barlang.

## További irodalom
- Fényes Elek: Magyarország geographiai szótára. Pest, 1851. 4. köt. (Reprint: Budapest, 1984. ISBN 9630227002)
- Vértes László: Upponyi ásatások. Földtani Közlöny, 1950. (80. évf.) 10–12. füz. 409–416. old.